# Grand Prix Brazílie 2005
XXXIV Grande Premio do Brasil
- 25. září 2005
- Okruh Interlagos
- 71 kol x 4,309 km = 305,909 km
- 748. Grand Prix
- 7. vítězství Juana Pabla Montoyi
- 147. vítězství pro McLaren

Fernando Alonso se stal Mistrem světa

## Výsledky
| Pozice | Jezdec               | Vůz            | Čas            |
| ------ | -------------------- | -------------- | -------------- |
| 1      | Juan Pablo Montoya   | McLaren MP4/20 | 1:29:20,574    |
| 2      | Kimi Räikkönen       | McLaren MP4/20 | á 0:02,527     |
| 3      | Fernando Alonso      | Renault R 25   | á 0:24,840     |
| 4      | Michael Schumacher   | Ferrari F 2005 | á 0:35,668     |
| 5      | Giancarlo Fisichella | Renault R 25   | á 0:40,218     |
| 6      | Rubens Barrichello   | Ferrari F 2005 | á 1:09,173     |
| 7      | Jenson Button        | B.A.R 007      | á 1 kolo       |
| 8      | Ralf Schumacher      | Toyota TF 105  | á 1 kolo       |
| 9      | Christian Klien      | Red Bull RB 1  | á 1 kolo       |
| 10     | Takuma Sató          | B.A.R 007      | á 1 kolo       |
| 11     | Felipe Massa         | Sauber C 24    | á 1 kolo       |
| 12     | Jacques Villeneuve   | Sauber C 24    | á 1 kolo       |
| 13     | Jarno Trulli         | Toyota TF 105  | á 2 kola       |
| 14     | Christijan Alberes   | Minardi PS 05  | á 2 kola       |
| 15     | Narain Karthikeyan   | Jordan EJ 15   | á 3 kola       |
|        | Odstoupili           |                |                |
| 55     | Tiago Monteiro       | Jordan EJ 15   | Rozvodovka     |
| 45     | Mark Webber          | Williams FW 27 | Neklasifikován |
| 34     | Robert Doornbos      | Minardi PS 05  | Tlak oleje     |
| 0      | Antonio Pizzonia     | Williams FW 27 | Nehoda         |
| 0      | David Coulthard      | Red Bull RB 1  | Nehoda         |
|        | Nestartoval          |                |                |
|        | Nick Heidfeld        | Williams FW 27 |                |

### Nejrychlejší kolo
- Kimi RAIKKONEN McLaren Mercedes 	1'12268 - 214.651 km/h

### Vedení v závodě
- 1-2 kolo Fernando Alonso
- 3-28 kolo Juan Pablo Montoya
- 29-31 kolo Kimi Räikkönen
- 32-54 kolo Juan Pablo Montoya
- 55-59 kolo Kimi Räikkönen
- 60-71 kolo Juan Pablo Montoya

### Postavení na startu
- Červená- výměna motoru / posunutí o 10 míst na startovním roštu
- Modrá – startoval z boxu

| 1. řada  | 1                    | 2                  |
|          | Fernando Alonso      | Juan Pablo Montoya |
|          | Renault              | McLaren            |
|          | 1'11.988             | 1'12.145           |
| 2. řada  | 3                    | 4                  |
|          | Giancarlo Fisichella | Jenson Button      |
|          | Renault              | BAR                |
|          | 1'12.558             | 1'12.696           |
| 3. řada  | 5                    | 6                  |
|          | Kimi Räikkönen       | Cristian Klien     |
|          | McLaren              | Red Bull           |
|          | 1'12.781             | 1'12.889           |
| 4. řada  | 7                    | 8                  |
|          | Michael Schumacher   | Fellipe Massa      |
|          | Ferrari              | Sauber             |
|          | 1'12.976             | 1'13.151           |
| 5. řada  | 9                    | 10                 |
|          | Rubens Barrichello   | Ralf Schumacher    |
|          | Ferrari              | Toyota             |
|          | 1'13.183             | 1'13.285           |
| 6. řada  | 11                   | 12                 |
|          | Jacques Villeneuve   | Tiago Monteiro     |
|          | Sauber               | Jordan             |
|          | 1'13.285             | 1'13.387           |
| 7. řada  | 13                   | 14                 |
|          | Mark Webber          | Antonio Pizzonia   |
|          | Williams             | Williams           |
|          | 1'13.538             | 1'13.581           |
| 8. řada  | 15                   | 16                 |
|          | David Coulthard      | Narain Karthikeyan |
|          | Red Bull             | Jordan             |
|          | 1'13.844             | 1'14.520           |
| 9. řada  | 17                   | 18                 |
|          | Christijan Albers    | Jarno Trulli       |
|          | Minardi              | Toyota             |
|          | 1'14.763             | 1'13.041           |
| 10. řada | 19                   | 20                 |
|          | Robert Doornbos      | Takuma Sato        |
|          | Minardi              | BAR                |
|          | - -- ---             | - -- ---           |
| -------- | -------------------- | ------------------ |

### Zajímavosti
- Fernando Alonso se stal nejmladším Mistrem světa 24 let 1 měsíc a 27 dní a překonal tak rekord Emersona Fittipaldiho z roku 1972 (25 let 8 měsíců a 29 dní) Michael Schumacher se stal poprvé mistrem světa v roce 1994 a bylo mu 25 let 10 měsíců a 10 dní a je tak na třetí příčce.
- 40 double pro McLaren
- 100 GP na bodovaném místě pro Barrichella